# Imboscata di Ein Netafim
L'imboscata di Ein Netafim è l'attentato, avvenuto il 26 novembre 1990, in cui una guardia di frontiera egiziana entrò in Israele e attaccò diversi veicoli lungo l'autostrada 12. L'attacco avvenne vicino a Ein Netafim, una sorgente situata diversi chilometri a nord-ovest di Eilat. 3 soldati israeliani e 1 civile furono uccisi.

## L'attacco
Intorno all'alba il colpevole si infltrò in Israele e si nascose in un fosso vicino all'autostrada 12. Armato di un fucile d'assalto AK-47 e con indosso la sua uniforme militare egiziana, sparò ai veicoli in transito dalla sua posizione nel fosso.
Il primo obiettivo fu un furgone militare vuoto intorno alle 7 del mattino. L'autista fu colpito e ferito, ma riuscì a scappare. Pochi minuti dopo un soldato fu ucciso mentre guidava un'auto militare. Il terzo veicolo ad essere attaccato fu un autobus militare senza passeggeri. L'autobus venne crivellato di proiettili, uccidendo l'autista. Dopo questo un altro veicolo militare entrò nella zona dell'imboscata. Il soldato alla guida dell'auto riuscì ad uscire dal veicolo prima di essere ucciso a distanza ravvicinata dall'uomo armato.
In seguito a questi omicidi arrivarono sul posto due autobus che trasportavano lavoratori civili verso la base militare dell'aeroporto di Ovda. Il bandito uscì dal fosso e si mise davanti agli autobus, arrestando il loro movimento. Aprì il fuoco nella parte anteriore del primo autobus, uccidendo l'autista e ferendo diversi passeggeri. Dopo aver ricaricato l'arma, sparò ancora agli autobus. Una guardia di sicurezza a bordo riuscì a rispondere al fuoco e ferirlo; costringendolo a porre fine al suo attacco ed a ritirarsi attraverso il confine con l'Egitto.